# Aylmer
Aylmer es un pueblo canadiense situado en la provincia de Ontario.

## Superficie
Aylmer tiene una superficie de 6,37 km².

## Demografía
En 2021, tenía 7699 habitantes, una densidad poblacional de 1208,6 hab./km², y 3177 viviendas.